# Limnaecia leptozona
Limnaecia leptozona là một loài bướm đêm thuộc họ Cosmopterigidae. Nó được tìm thấy ở Úc.